# Odorrana macrotympana
Odorrana macrotympana é uma espécie de anfíbio anuro da família Ranidae. Está presente na China. A UICN classificou-a como quase ameaçada.